# Athrycia curvinervis
Athrycia curvinervis là một loài ruồi trong họ Tachinidae.